# Roy Carr
Pour les articles homonymes, voir Carr.
Roy Carr est un journaliste musical britannique né en 1945 à Blackpool et mort le 1er juillet 2018.

## Biographie
Roy Carr est le fils du musicien de jazz Tony Carr. Il commence sa carrière dans la presse musicale au début des années 1960 en écrivant des critiques dans le magazine Jazz News. Il collabore en indépendant avec New Musical Express avant d'y être embauché en 1970. Lorsque le magazine est relancé, deux ans plus tard, il fait partie de l'équipe éditoriale qui propose des contenus plus élaborés et profonds qu'auparavant. Carr est également responsable des compilations publiées par les magazines auquel il collabore. Certaines, comme C81 (en) et C86, sont devenues des références et contribuent à faire connaître plusieurs artistes indépendants.
Carr devient par la suite rédacteur en chef exécutif de Melody Maker, New Musical Express et Vox, trois magazines du groupe IPC. Il prend sa retraite vers le milieu des années 2000, mais continue à écrire comme journaliste indépendant pour diverses publications. Il meurt des suites d'une attaque le 1er juillet 2018 à l'âge de 73 ans.

## Publications
Roy Carr contribue à plusieurs ouvrages de la série des Illustrated Record publiée par l'éditeur Harmony Books dans les années 1970 et 1980. Ces livres proposent des discographies détaillées et commentées d'artistes célèbres.
- 1975 : The Beatles : An Illustrated Record (avec Tony Tyler (en))
- 1976 : The Rolling Stones : An Illustrated Record
- 1979 : Fleetwood Mac: Rumours n' Fax (avec Steve Clarke)
- 1981 : David Bowie : An Illustrated Record (avec Charles Shaar Murray)
- 1981 : Elvis Presley : An Illustrated Record (avec Mick Farren)
- 1987 : The Hip: Hipsters, Jazz and the Beat Generation (avec Brian Case et Fred Dellar)